# Зелёный соус

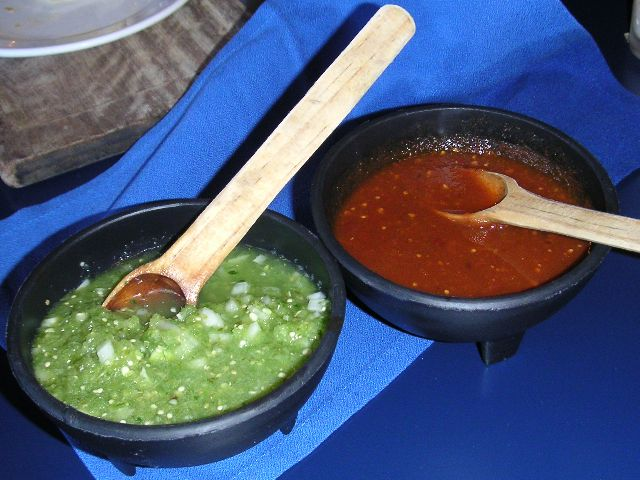
Зелёная сальса рядом с красной в мексиканском стиле

Зелёный со́ус (англ. green sauce) — название нескольких различных соусов, содержащих в большом количестве травы, а именно: итальянский или испанский salsa verde, французский sauce verte и немецкий grüne Soße в его самом знаменитом франкфуртском варианте из семи видов зелени.

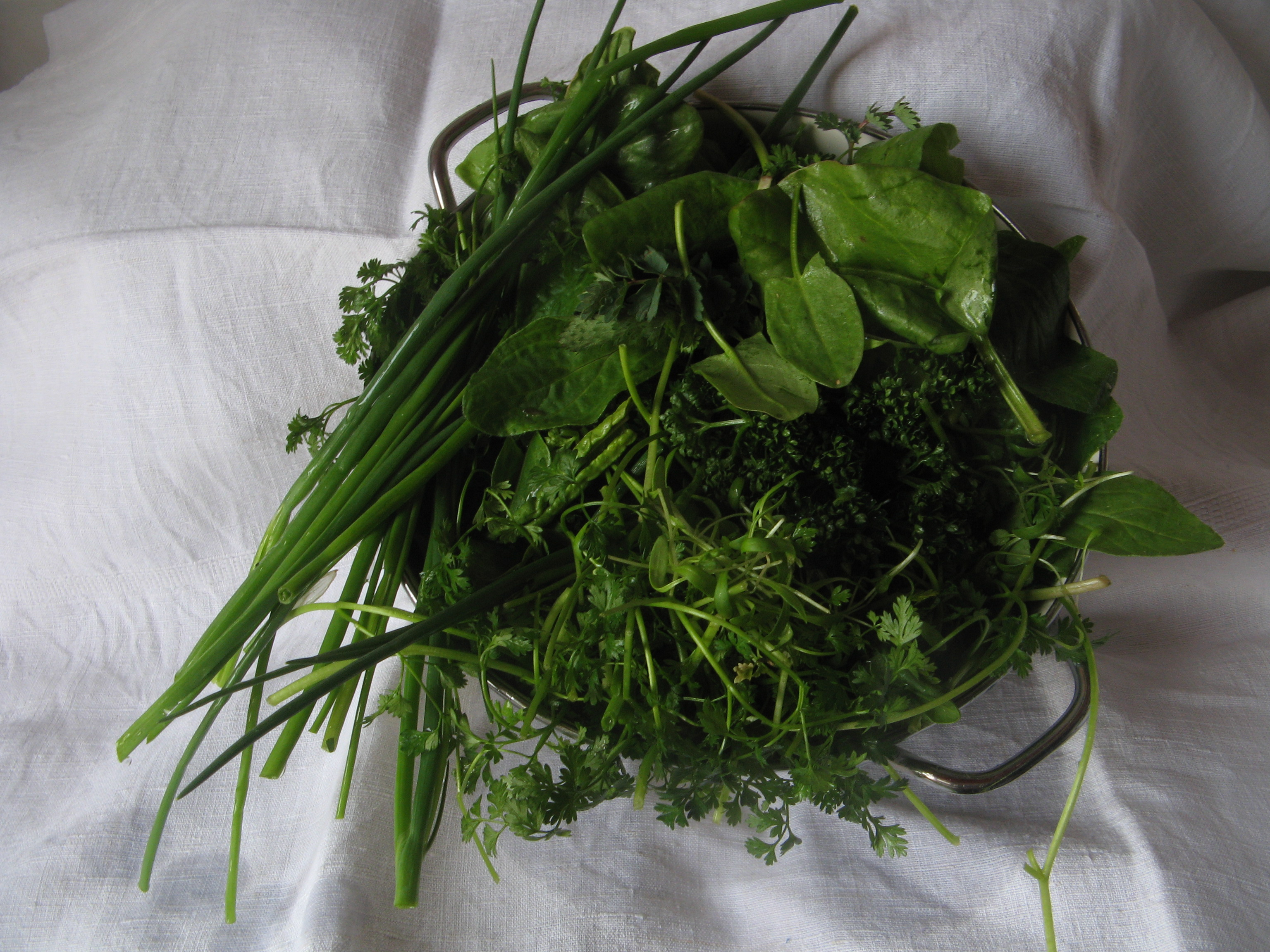
Семь видов зелени для франкфуртского зелёного соуса

## История
Основной рецепт, вероятно, с Ближнего Востока и, возможно, имеет возраст по меньшей мере 2000 лет. 
Примерно в 1700 году благодаря семьям итальянских торговцев Болоньяро (Bolongaro) и Кревенна (Crevenna) он был завезён во Франкфурт-на-Майне. Возможными источниками немецкого варианта были французские протестанты, эмигрировавшие в Германию в XVIII веке. Немецкий вариант соуса использует другую смесь трав, поскольку средиземноморские травы в Германии в то время достать было сложно.

## Итальянский Salsa verde
Итальянский соус сальса верде — холодный соус, включающий в состав: петрушку, уксус, каперсы, чеснок, лук, анчоусы, оливковое масло и, возможно, горчицу. Традиционно ингредиенты грубо измельчаются вручную, но сейчас для этой цели часто используют кухонный комбайн. В некоторых областях в измельчаемую массу добавляют также замоченный в уксусе хлеб, который создаёт консистенцию, подобную винегретной заправке. Сальса верде используется как приправа или макательный соус для блюд из мяса, рыбы, птицы или овощей.
Одна из хорошо известных разновидностей соуса сальса верде — гремолата (gremolata), обычно сопровождающая оссобуко по-милански (ossobuco alla milanese).

## Аргентинский чимичурри
Чимичурри — соус сальса верде в Аргентине, подаваемый с жареным мясом.
Подобный рецепт широко распространён в Южной Америке, а также гораздо севернее — в Никарагуа.

## Французский зелёный соус
Французский соус sauce verte au pain был хорошо известен в Эпоху Возрождения и изначально был хлебным соусом, очень похожим на итальянский. Сейчас, однако, этим термином часто называют вид майонеза с добавлением эстрагона и, иногда, петрушки и шалфея. Вместо уксуса часто используется лимонный сок.

## Немецкий зелёный соус

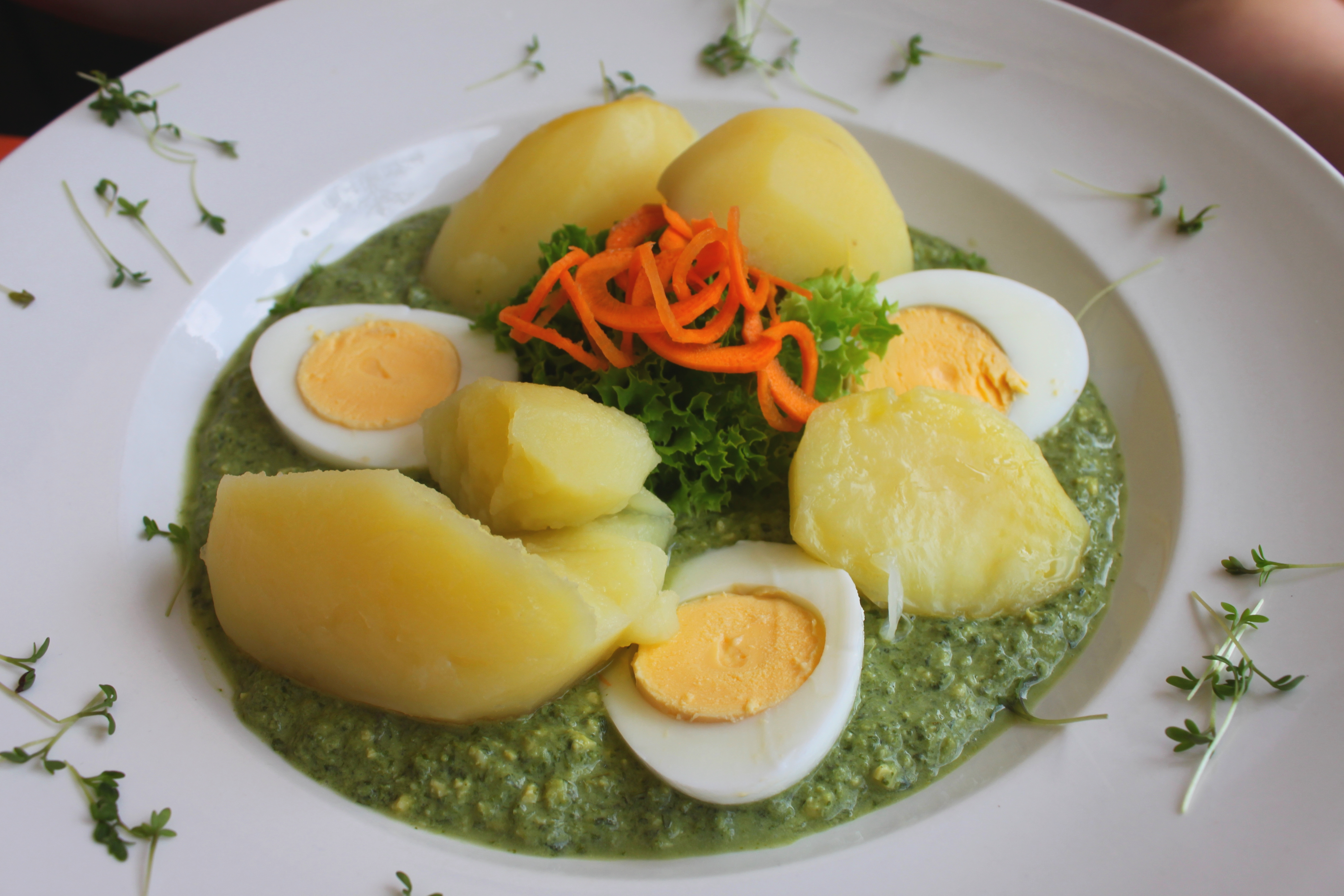
Франкфуртский зелёный соус

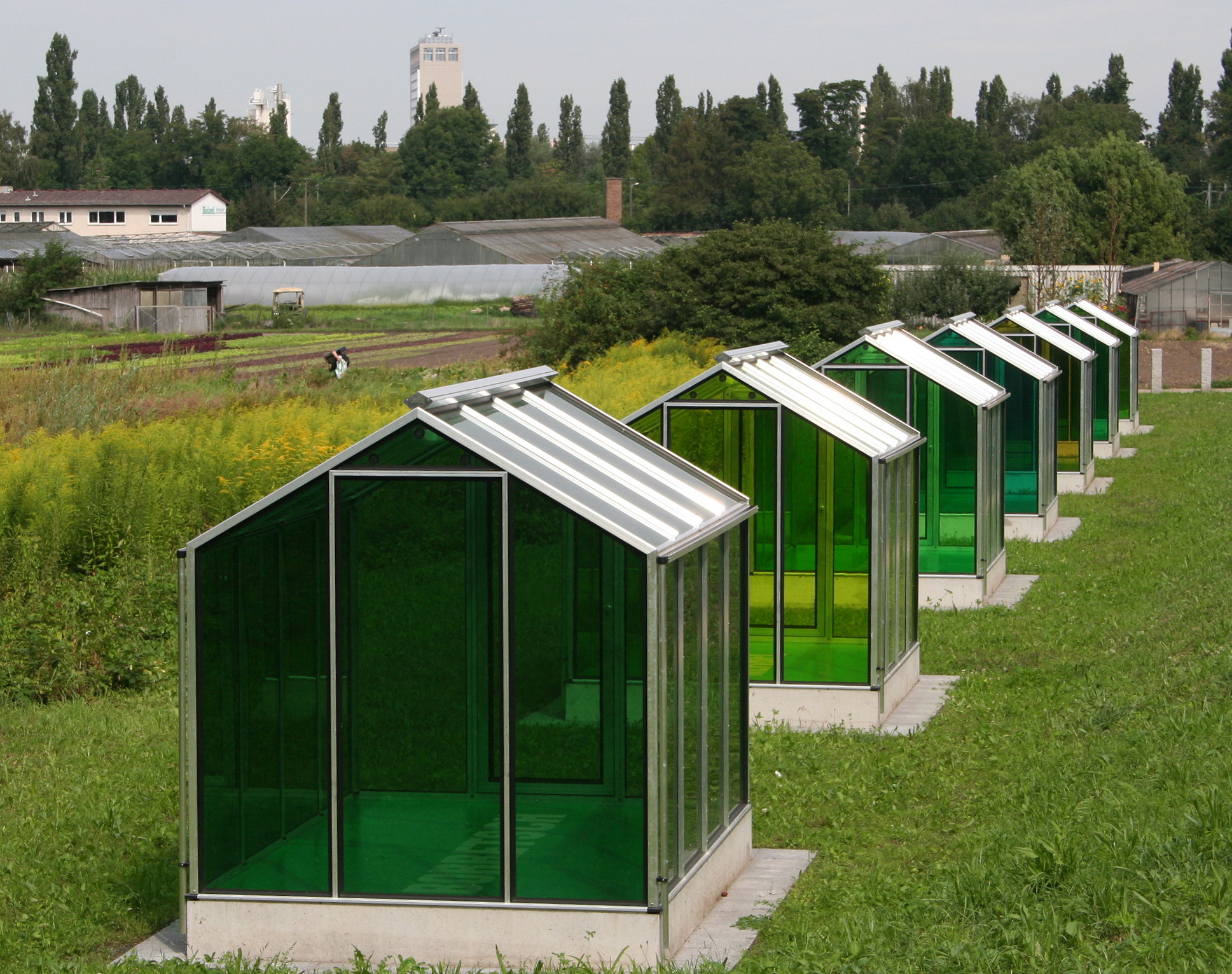
Памятник франкфуртскому зелёному соусу во франкфуртском районе Оберрад

Существует два традиционных типа гессенского зелёного соуса, популярных во Франкфурте-на-Майне и Касселе.
Франкфуртский зелёный соус — холодное блюдо типа зелёного салата, готовят из смеси многих кухонных трав (петрушка, укроп, зелёный лук, кресс-салат, шпинат, купырь, щавель и др.) с добавлением приправ, варёных яиц, растительного масла, уксуса, соли.
В зависимости от сезонной доступности трав, соус может включать в себя: бораго, кервель, лук-скороду, кровохлёбку малую (Sanguisorba minor, известную как Salad burnet), любисток, мелиссу и базилик. В более скудные на травы времена используются также листья маргаритки, подорожника и одуванчика. В отличие от майонеза, в качестве основы соуса используются варёные яйца и сметана. В некоторых вариантах используют пахту, творог или йогурт.
Кассельский вариант отличается тем, что в нём используется смесь сметаны и сливок.
Соус подаётся с отварным картофелем, варёными яйцами или жареной грудинкой. Иногда его подают также к рыбным блюдам или жаркому. Предположительно, зелёный соус очень любил Гёте, существует даже легенда (весьма сомнительная), что этот соус был изобретён его матерью Катариной Элизабет Гёте, в действительности же соус был заимствован из французской кухни.
Зелёный соус можно в изобилии найти на местных рынках. Во франкфуртском районе Оберрад в 2007 году был установлен памятник франкфуртскому зелёному соусу, он состоит из семи маленьких теплиц, в которых произрастают необходимые для него семь видов зелени.

## Мексиканский и мексиканско-американский зелёный соус
Зелёные соусы обычны для мексиканской и мексиканско-американской кухонь. Основа зелёного соуса (известного как salsa verde) — обычно пюре из сырых томатильо (физалиса), халапеньо или другой разновидности перца чили, белого лука, кориандра и иногда лайма, добавляемого для вкуса. Острота сальса верде может варьироваться от умеренной до обжигающе острой. Его используют как подогретым или холодным как приправу.
В мексиканско-американской кухне зелёный соус часто используется в качестве макательного для чипсов из тортилий и подаётся с тако, жареным мясом и даже рыбой.